# Charles Courant
Pour les articles homonymes, voir Courant.
Charles Courant, né le 14 avril 1896 et mort le 26 juin 1982 à Montreux, est un lutteur libre suisse.

## Carrière
Charles Courant est médaillé d'argent aux Jeux olympiques de 1920 à Anvers puis médaillé de bronze aux Jeux olympiques de 1924 à Paris.